# Mäntyjärvi (sjö i Lappland, lat 66,70, long 25,15)
Mäntyjärvi är en sjö i Finland. Den ligger i kommunen Rovaniemi i landskapet Lappland, i den norra delen av landet, 700 km norr om huvudstaden Helsingfors. Mäntyjärvi ligger 126,8 meter över havet. Arean är 94,7 hektar och strandlinjen är 6,68 kilometer lång. Sjön  ingår i Kemi älvs huvudavrinningsområde. 